# Baptiste Pierron
Baptiste Pierron, né le 8 août 1993, est un coureur cycliste français spécialiste de VTT de descente.
Il fait partie du team Dorval AM Commencal, qui est un team élite UCI.

## Palmarès en VTT de descente

### Coupe du monde
- Coupe du monde de descente
  - 2019 : 19e du classement général
  - 2020 : 18e du classement général
  - 2021 : 26e du classement général
  - 2022 : 29e du classement général
  - 2023 : 25e du classement général

### Championnats d'Europe
- 2019
  -  Champion d'Europe de descente
- 2023
  -  Médaillé d'argent de la descente